# Bjørn Einar Romøren
Bjørn Einar Romøren (Oslo, 1º aprile 1981) è un ex saltatore con gli sci norvegese.

## Biografia

### Stagioni 2001-2005
In Coppa del Mondo esordì il 2 febbraio 2001 a Willingen (6°) e ottenne la prima vittoria, nonché primo podio, il 6 gennaio 2003 a Bischofshofen; nello stesso anno vinse la medaglia di bronzo nella gara a squadre ai Mondiali del 2003, sua seconda partecipazione iridata.
Sesto nell'individuale e oro nella gara a squadre ai Mondiali di volo del 2004, ai Mondiali del 2005 bissò il bronzo iridato nella gara a squadre, dal trampolino lungo. Il 20 marzo dello stesso anno stabilì il primato mondiale di distanza con la misura di 234,5 metri, ottenuta sul trampolino Letalnica di Planica, in Slovenia; nel corso della medesima gara il record fu migliorato prima dal finlandese Matti Hautamäki (235,5 m), poi dallo stesso Romøren che marcò la misura di 239 metri, rimasta imbattuta fino al 2011 quando fu superata dal norvegese Johan Remen Evensen (243 m). A ricordo del primato raggiunto, dalla stagione 2005-2006 nella parte inferiore dei suoi sci da gara fece scrivere il numero 239.

### Stagioni 2006-2011
Nel 2006 partecipò ai XX Giochi olimpici invernali di Torino 2006 (15° nel trampolino normale, 7° nel trampolino lungo, 3° nella gara a squadre) e ai Mondiali di volo di Tauplitz (oro a squadre), mentre nel 2008 fu bronzo a squadre (quarto nell'individuale) ai Mondiali di volo di Oberstdorf.
Ai XXI Giochi olimpici invernali di Vancouver 2010 prese parte solo alla gara dal trampolino normale (23°), mentre ai Mondiali di volo dello stesso anno vinse l'argento nella gara a squadre. Nel 2011 conquistò l'argento iridato ai Mondiali di Oslo, sua prima partecipazione alla rassegna dopo Oberstdorf 2005, nella gara a squadre dal trampolino normale.

### Stagioni 2012-2014
Ai Mondiali di volo di Vikersund 2012 fu 29º nella gara individuale e 4º in quella a squadre.
Inattivo dall'agosto 2012 al marzo 2014, non partecipò né ai Mondiali della Val di Fiemme 2013, né ai XXII Giochi olimpici invernali di Soči 2014. Prese invece il via ai Mondiali di volo di Harrachov 2014, dove si classificò 18º nella gara individuale, l'unica disputata.

## Palmarès

### Olimpiadi
- 1 medaglia:
  - 1 bronzo (gara a squadre a Torino 2006)

### Mondiali
- 3 medaglie:
  - 1 argento (gara a squadre dal trampolino normale a Oslo 2011)
  - 2 bronzi (gara a squadre a Val di Fiemme 2003; gara a squadre dal trampolino lungo a Oberstdorf 2005)

### Mondiali di volo
- 4 medaglie:
  - 2 ori (gara a squadre a Planica 2004; gara a squadre Tauplitz 2006)
  - 1 argento (gara a squadre a Planica 2010)
  - 1 bronzo (gara a squadre a Obertsdorf 2008)

### Coppa del Mondo
- Miglior piazzamento in classifica generale: 3º nel 2004
- 39 podi (22 individuali, 17 a squadre):
  - 15 vittorie (8 individuali, 7 a squadre)
  - 14 secondi posti (6 individuali, 8 a squadre)
  - 10 terzi posti (8 individuali, 2 a squadre)

#### Coppa del Mondo - vittorie
| Data             | Località      | Nazione   | Trampolino                                                                    |
| ---------------- | ------------- | --------- | ----------------------------------------------------------------------------- |
| 6 gennaio 2003   | Bischofshofen | Austria   | Paul Ausserleitner K120                                                       |
| 15 febbraio 2004 | Willingen     | Germania  | Mühlenkopf HS130 (con Roar Ljøkelsøy, Tommy Ingebrigtsen e Sigurd Pettersen)  |
| 6 marzo 2004     | Lahti         | Finlandia | Salpausselkä K116 (con Sigurd Pettersen, Tommy Ingebrigtsen e Roar Ljøkelsøy) |
| 7 marzo 2004     | Lahti         | Finlandia | Salpausselkä K116                                                             |
| 10 marzo 2004    | Kuopio        | Finlandia | Puijo K120                                                                    |
| 5 marzo 2005     | Lahti         | Finlandia | Salpausselkä HS130 (con Roar Ljøkelsøy, Henning Stensrud e Daniel Forfang)    |
| 20 marzo 2005    | Planica       | Slovenia  | Letalnica HS215                                                               |
| 21 gennaio 2006  | Sapporo       | Giappone  | Letalnica HS134                                                               |
| 18 marzo 2006    | Planica       | Slovenia  | Letalnica HS215                                                               |
| 30 novembre 2007 | Kuusamo       | Finlandia | Rukatunturi HS142 (con Tom Hilde e Anders Bardal e Roar Ljøkelsøy)            |
| 16 febbraio 2008 | Willingen     | Germania  | Mühlenkopf HS145 (con Anders Bardal, Tom Hilde e Anders Jacobsen)             |
| 17 febbraio 2008 | Willingen     | Germania  | Mühlenkopf HS145                                                              |
| 15 marzo 2008    | Planica       | Slovenia  | Letalnica HS215 (con Tom Hilde, Anders Jacobsen e Anders Bardal)              |
| 28 novembre 2009 | Kuusamo       | Finlandia | Rukatunturi HS142                                                             |
| 10 dicembre 2011 | Harrachov     | Rep. Ceca | Čerťák HS205 (con Tom Hilde, Vegard Sklett e Anders Bardal)                   |

#### Torneo dei quattro trampolini
- 2 podi di tappa[4]:
  - 1 vittoria
  - 1 terzo posto

#### Nordic Tournament
- 7 podi di tappa[4]:
  - 2 vittorie
  - 3 secondi posti
  - 2 terzi posti